# Mary Hamilton (femme politique)
Ne doit pas être confondu avec Mary Hamilton ou Mary Hamilton (ballade).
Pour les articles homonymes, voir Hamilton.
Mary Hamilton, née Mary Agnes Adamson le 8 juillet 1882 à Withington (Royaume-Uni) et morte le 10 février 1966 à Londres (Royaume-Uni), est une journaliste, écrivaine et femme politique britannique membre du Parti travailliste. Elle est députée entre 1929 et 1931.

## Biographie

### Origines et études
Mary Agnes Adamson est l'aînée d'une fratrie de six enfants. Ses origines sont écossaises. Son père, Robert Adamson, est professeur de logique à l'université de Glasgow, et sa mère Margaret, née Duncan, est une Quaker qui a été professeure de botanique au Manchester High School for Girls avant leur mariage en 1881. La famille retourne en Écosse en 1889.
Mary Adamson étudie dans des lycées de jeunes filles à Aberdeen et Glasgow, avant de fréquenter l'université de Kiel en 1901 pendant sept mois, afin d'apprendre l'allemand. Elle rejoint ensuite le Newnham College de Cambridge (où sa mère a également été élève), étudiant les classiques et l'économie ; elle est diplômée en 1904. Elle devient une spécialiste de la poétesse Mathilde Blind. Elle commence à s'intéresser à la politique et aux sujets sociaux.

### Carrière professionnelle

#### Journaliste et écrivaine
Mary Hamilton est une écrivaine prolifique. Au cours des années 1910, elle traduit des ouvrages du français et de l'allemand et publie des livres pour enfants sur l'histoire ancienne (Grèce, Rome) et les présidents américains. En 1913, elle rejoint l’Economist.
En 1916, durant la Première Guerre mondiale, elle provoque une controverse en écrivant un roman pacifiste, Dead Yesterday.
Dans les années 1920, elle écrit pour les revues Review of Reviews (en) et Time and Tide. Elle évolue dans les cercles littéraires aux côtés du couple Leonard et Virginia Woolf. Elle rencontre régulièrement des intellectuels, notamment Rose Macaulay et William Arnold-Forster (en).
Elle publie de courtes biographies de deux femmes syndicalistes, Margaret Bondfield et Mary Macarthur (en), et, sous le pseudonyme « Iconoclast », un portrait de l'homme politique travailliste Ramsay MacDonald, qu'elle admire alors. En 1922, elle devient rédactrice adjointe du journal Labour Leader (en), sous la direction de H. N. Brailsford (en), ayant pour mission que celui-ci ne dévie pas trop à gauche de la ligne du parti.

#### Carrière politique
Au milieu des années 1910, elle travaille un an au sein de la Commission des propriétés terriennes et foncières du chancelier de l’Échiquier libéral David Lloyd George. Elle rédige un rapport remarqué. Mais ses principales préoccupations restent centrées sur le droit de vote des femmes et la réforme de l’assistance publique. C'est à cette époque qu'elle évolue du libéralisme au socialisme mais elle rejette le communisme issu de la révolution bolchevique de 1917.
Mary Hamilton se présente sans succès pour le Parti travailliste aux élections générales de 1923 et de 1924. Lors des élections générales de 1929, elle remporte l'un des deux sièges de la circonscription de Blackburn, obtenant le plus grand nombre de voix parmi toutes les femmes candidates travaillistes. Elle se fait remarquer à la Chambre des communes par une série de discours, au cours desquels elle porte toujours des chaussures rouges.
Elle est nommée déléguée à la Société des Nations à Genève, où, entre 1929 et 1930, elle travaille à la Commission des réfugiés et à la Commission internationale de coopération intellectuelle. Jusqu'en 1931, elle est également secrétaire privée parlementaire du ministre des Postes Clement Attlee.
Mary Hamilton ne rejoint pas le gouvernement d'union nationale en août 1931. Elle est élue à l'exécutif parlementaire du Parti travailliste. Elle perd son siège aux élections générales de 1931. Elle devient de plus en plus critique à l'égard de la politique de son parti au sujet du chômage.
Elle travaille également au comité Balfour sur l'industrie et le commerce (1924-1929) et à la commission royale sur la fonction publique (1929-1931). En 1937, elle est élue conseillère municipale du London County Council, contrôlé par les travaillistes,.

### Seconde Guerre mondiale et après-guerre
Pendant la Seconde Guerre mondiale, elle travaille pour la division de production générale du ministère de l'Information, entre 1940 et 1941. Elle est ensuite transférée au ministère de la Reconstruction, où elle est chargée de promouvoir le rapport Beveridge. En 1944, elle retourne travailler pour le département États-Unis du ministère de l'Information.
En août 1946, la division américaine, dont elle était alors responsable, est transférée au ministère des Affaires étrangères, où elle reste jusqu'à ce qu'elle quitte la fonction publique en février 1952. Elle est nommée commandeur de l'ordre de l'Empire britannique en 1949.

## Radio
Mary Hamilton a présenté pour la BBC Week in Westminster (en), une émission politique dédiée aux femmes, dès ses débuts en 1929. Elle continue de donner des conférences sur l'actualité et les carrières professionnelles des femmes, entre autres sujets, au cours des années 1930 et 1940, notamment aux États-Unis. Elle est nommée gouverneure de la BBC entre 1933 et 1937,.

## Vie privée
En septembre 1905, elle épouse Charles Joseph Hamilton, un économiste de l'université du Pays de Galles du Sud à Cardiff, où elle a brièvement été professeure d'histoire. Elle demande et obtient le divorce en 1914 mais conserve son nom d'épouse,.

## Publications
- Incubation: or, The Cure of Disease in Pagan Temples and Christian Churches (Londres, 1906)
- The Story of Abraham Lincoln (Londres, T. C. & E. C. Jack, 1906)
- A Junior History of Rome (Oxford, Clarendon Press, 1910)
- Greek Legends (Oxford, Clarendon Press, 1912)
- Less than the Dust (Londres, William Heinemann, 1912)
- Outlines of Greek and Roman History to A.D. 180 (Oxford, Clarendon Press, 1913)
- Yes (Londres, William Heinemann, 1914)
- The Investment of Capital Abroad (Londres, Women's International League, 1915)
- Dead Yesterday (Londres, Duckworth, 1916)
- Full Circle (Londres, W. Collins, 1919)
- The Last Fortnight (Londres, W. Collins, 1920)
- The Principles of Socialism (Londres, Independent Labour Party Study Course Series, 1921)
- Follow My Leader (Londres, Jonathan Cape, 1922)
- Ancient Rome (Oxford, Clarendon Press, 1922)
- The Man of To-morrow: J. Ramsay MacDonald, sous le pseudonyme « Iconoclast » (Londres, Leonard Parsons, 1923)
- Margaret Bondfield, sous le pseudonyme « Iconoclast » (Londres, Leonard Parsons, 1924)
- Mary Macarthur: A Biographical Sketch (Londres, Leonard Parsons, 1925)
- Greece (Oxford, Clarendon Press, 1926)
- Thomas Carlyle (Londres, Leonard Parsons, 1926)
- Folly's Handbook (Londres, Jonathan Cape, 1927)
- Special Providence: A Tale of 1917 (Londres, Allen and Unwin, 1930)
- Murder in the House of Commons (Londres, Hamish Hamilton, 1931)
- In America To-Day (Londres, Hamish Hamilton, 1932)
- Sidney and Beatrice Webb: A Study in Contemporary Biography (Londres, Sampson Low, Marston, 1933)
- John Stuart Mill: Makers of the New World (Londres, Hamish Hamilton, 1933)
- (éd.) The Boat Train: By Fifteen Travellers (Londres, G. Allen and Unwin, 1934)
- Life Sentence (1935)
- « Changes in Social Life » in Our Freedom and Its Results, by Five Women, éd. Ray Strachey (1936)
- Newnham: An Informal Biography (Londres, Faber & Faber, 1936)
- Arthur Henderson: A Biography (Londres, William Heinemann, 1938)
- The Labour Party To-Day: What it is and How it Works (Londres, Labour Party Book Service, 1939)
- Women at Work: A Brief Introduction to Trade Unionism for Women (Londres, G. Routledge, 1941)
- Remembering My Good Friends (Londres, Jonathan Cape, 1944)
- 'The Place of the United States of America in World Affairs', Fifth Montague Burton Lecture on International Relations, (University of Nottingham, 1947)
- Up-Hill All the Way: A Third Cheer for Democracy (Londres, Cape, 1953)